# Zazie Beetz
Pour les articles homonymes, voir Beetz.
Zazie Beetz (en anglais /zəˈsiː ˈbeɪts/ ; en allemand /zaˈsiː ˈbeːts/) est une actrice germano-américaine, née le 1er juin 1991 à Berlin,, (Allemagne).
Elle est révélée par son rôle de Vanessa dans la série télévisée Atlanta,. Au cinéma, elle participe au film-catastrophe de science-fiction Geostorm (2017). 
Puis elle incarne la mercenaire, mutante, Neena Thurman / Domino dans le blockbuster Deadpool 2 (2018) avant d'acquérir une renommée internationale grâce à son rôle secondaire de Sophie Dumont dans les deux films DC Comics : Joker et Joker : Folie à deux de Todd Phillips.

## Biographie

### Enfance et formation
Zazie Beetz est née à Berlin, en Allemagne, d'un père allemand, ébéniste et d'une mère américaine, assistante sociale,. Elle tient son prénom du roman de Raymond Queneau Zazie dans le métro. Ses parents se séparent alors qu'elle est très jeune. Passionnée par l'art dramatique, elle s'inscrit très jeune dans des cours de théâtre locaux. Elle a été élevée à Manhattan, New York. Elle parle aussi bien en allemand et en anglais.
Elle suit une formation à la Muscota New School et joue dans des théâtres associatifs locaux puis s'inscrit ensuite à l’école des arts d'Harlem et sort diplômée de la La Guardia Arts High School en 2009. Elle fréquente aussi le Skidmore College et obtient une licence de français en 2013,.

### Carrière

#### Cinéma indépendant et débuts télévisuels
Entre 2013 et 2015, elle commence sa carrière en participant à de nombreux courts métrages, où elle tient le rôle principal.
2015 est aussi l'année où elle débute au cinéma dans des seconds rôles, notamment dans la comédie romantique Applesauce, avec Dylan Baker, remarquée lors de festivals de cinéma indépendant et dans le drame salué par la critique James White, avec Cynthia Nixon.
En 2016, elle fait ses premiers pas à la télévision dans la mini-série Margot vs. Lily, avec un rôle récurrent. Elle apparaît dans quatre des huit épisodes. Elle joue également dans quelques épisodes de la série  Easy diffusée sur la plateforme Netflix et dans la série télévisée comique Atlanta, ce qui la fait connaître.
Entre-temps, elle enchaîne les apparitions sur grand écran dans des productions indépendantes.

#### Blockbusters et révélation
En 2017, elle est au côté de Gerard Butler dans le blockbuster apocalyptique Geostorm ; elle est à l'affiche du drame Sollers Point et donne également la réplique à Chance the Rapper dans Slice, un film indépendant attendu, dans lequel elle tient le premier rôle féminin et qui est globalement bien accueilli par les critiques.
En mars 2017, elle est choisie pour incarner la mercenaire mutante Domino, personnage central du blockbuster Deadpool 2, second volet attendu des aventures de Deadpool avec Ryan Reynolds,. Le film sort en 2018, rencontre le succès et lui permet de décrocher une nomination lors de la cérémonie des Teen Choice Awards.

La même année, elle fait son retour sur le plateau d’Atlanta, ce qui lui vaut une nomination pour le prestigieux Primetime Emmy Award de la meilleure actrice dans un second rôle dans une série télévisée comique.

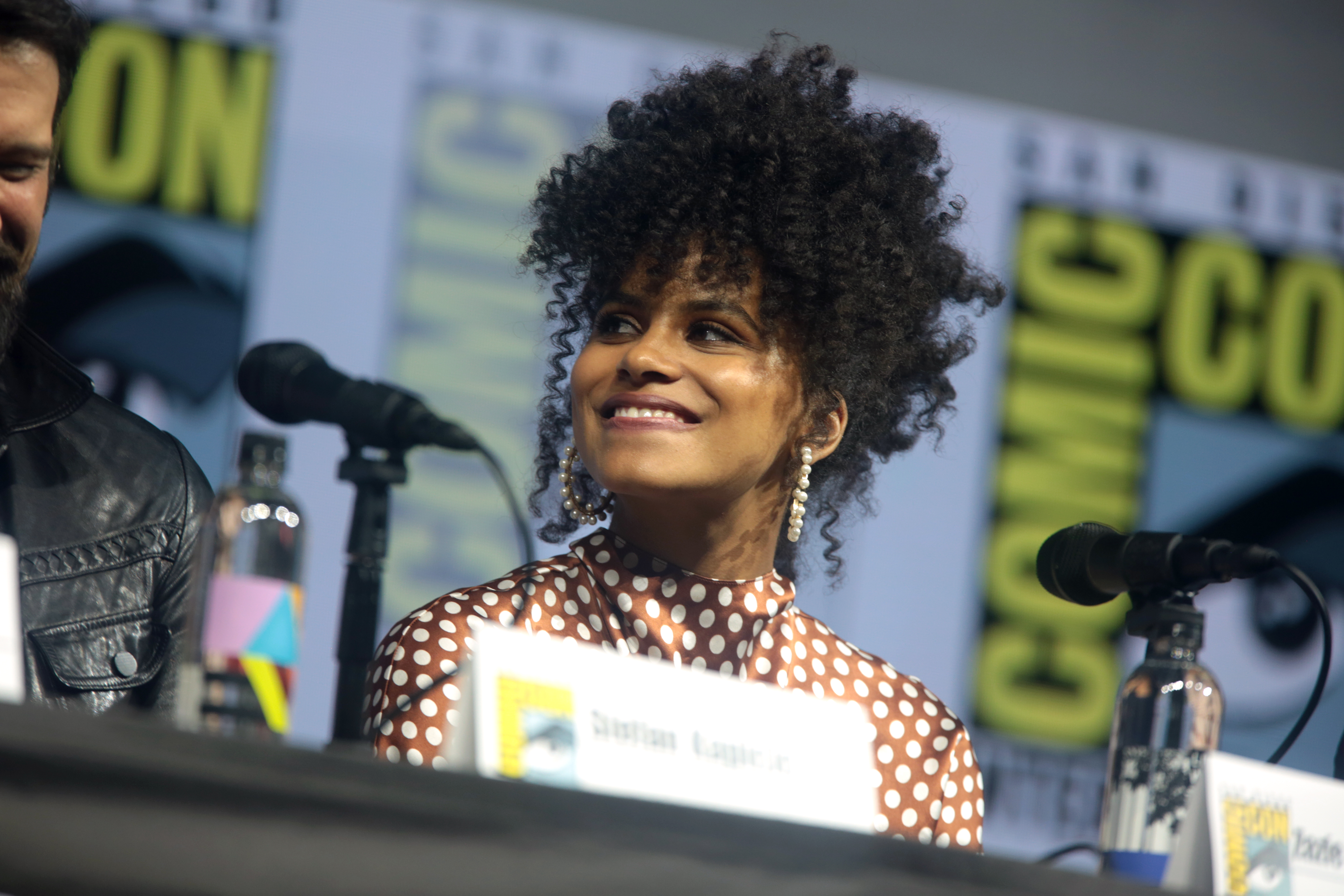
Pour la promotion de Deadpool 2, lors de l'édition 2018 de la Comic-Con de San Diego.

En 2019, aux côtés de Dakota Johnson et d'Armie Hammer, elle est à l'affiche du film d'horreur Wounds de Babak Anvari, produit par la plateforme Netflix. Cette production est présentée au Festival de Cannes 2019. Dans le même temps, elle rejoint André Holland pour le drame sportif High Flying Bird, réalisé par Steven Soderbergh, également distribué par Netflix et plébiscité par les critiques.
Avant cela, elle participe à un épisode de la série The Twilight Zone : La Quatrième Dimension. Il s'agit d'une série iconique de science-fiction sur la série La Quatrième Dimension (The Twilight Zone), créée par Rod Serling en 1959, et diffusée sur le réseau CBS All Access. C'est la troisième relance de la série, après La Cinquième Dimension et La Treizième Dimension.
La même année, elle participe au long métrage, centré sur le personnage du Joker, incarné par Joaquin Phoenix, sous la direction de Todd Phillips,,. Lion d'or à la Mostra de Venise, le film crée une certaine polémique, par sa noirceur et sa violence, mais est largement acclamé par les critiques,,, et rencontre un grand succès au box-office. Elle est également à l'affiche du biopic sur l'actrice Jean Seberg, Seberg. Une production dans laquelle elle donne la réplique à Kristen Stewart, Anthony Mackie, Vince Vaughn, Jack O'Connell et Yvan Attal, et qui est projetée en première mondiale à la Mostra de Venise ainsi que lors de la 45e édition du Festival du cinéma américain de Deauville.
En 2020, elle rejoint la série d'animation Invincible de Robert Kirkman, aux côtés de Steven Yeun, Zachary Quinto et Sandra Oh et elle est au côté de Natalie Portman dans Lucy in the Sky de Noah Hawley.

## Filmographie

### Cinéma

#### Courts métrages
- 2013 : The Crocotta d'Eric Stumpf : The Crocotta
- 2014 : Beasts d'Axel Ohman : Ally
- 2015 : 5th and Palisade de Chad Scarborough : Détective McBride
- 2015 : Double Bind de Ted Day : Bailey
- 2016 : MBFF: Man's Best Friend Forever de Tony Ducret : Ivana
- 2017 : Houseplants de Prashanth Kamalakanthan : Alma
- 2018 : That's Harassment de Sigal Avin : l'employée

#### Longs métrages
- 2015 : James White de Josh Mond : la fille #1
- 2015 : Applesauce d'Onur Tukel : Rain
- 2016 : Wolves (en) de Bart Freundlich : Victoria
- 2017 : Sollers Point : Baltimore (Sollers Point) de Matthew Porterfield : Courtney
- 2017 : Geostorm de Dean Devlin :  Dana
- 2018 : Dead Pigs de Cathy Yan : Angie
- 2018 : Deadpool 2 de David Leitch : Neena Thurman / Domino
- 2018 : Slice d'Austin Vesely : Astrid
- 2019 : Wounds de Babak Anvari : Alicia
- 2019 : High Flying Bird de Steven Soderbergh : Sam
- 2019 : The Undiscovered Country de Tim O'Connor : Darla
- 2019 : Seberg de Benedict Andrews (en) : Dorothy Jamal
- 2019 : Joker de Todd Phillips : Sophie Dumond
- 2019 : Lucy in the Sky de Noah Hawley : Erin Eccles
- 2020 : Nine Days d'Edson Oda : Emma
- 2020 : Still Here de Vlad Feier : Keysha
- 2021 : The Harder They Fall de Jeymes Samuel : Mary Fields alias « Stagecoach Mary »
- 2021 : Les Bouchetrous (Extinct) de David Silverman et Raymond S. Persi : Dottie  (film d'animation, voix originale)
- 2022 : Bullet Train de David Leitch : « le Frelon »
- 2024 : Joker : Folie à deux de Todd Philipps : Sophie Dumont
- 2025 : Les Bad Guys 2 (The Bad Guys 2) de Pierre Perifel : Diane Foxington (voix originale)

### Télévision

#### Téléfilms
- 2017 : Stand for Rights de Matthew Diamond : elle-même

#### Séries télévisées
- 2016 : Margot vs. Lily : Allie (mini-série, 4 épisodes)
- 2016-2019 : Easy : Noelle (4 épisodes)
- 2016-2018 : Atlanta : Vanessa (10 épisodes)
- 2019 : The Twilight Zone : La Quatrième Dimension (The Twilight Zone) : Sophie Gelson (saison 1, épisode 10)
- 2020 : Acting for a Cause : Natalie Keener (saison 3, épisode 2)
- 2020 : Home Movie: The Princess Bride : la princesse Buttercup (mini-série, 2 épisodes)
- 2023 : Black Mirror : Bo (saison 6, épisode 4)[32]
- 2023 : Full Circle : Harmony

#### Séries d'animation
- 2020 : Robot Chicken : rôle inconnu (voix originale - saison 10, épisode 12)
- 2021 : Invincible : Amber Bennett (voix originale, 8 épisodes prévus)

## Distinctions
Sauf indication contraire ou complémentaire, les informations mentionnées dans cette section proviennent de la base de données IMDb.

### Nominations
- Black Reel Awards for Television 2018 : meilleure actrice dans un second rôle dans une série télévisée comique pour Atlanta
- Online Film & Television Association 2018 : meilleure actrice dans un second rôle dans une série télévisée comique pour Atlanta
- 69e cérémonie des Primetime Emmy Awards 2018 : meilleure actrice dans un second rôle dans une série télévisée comique pour Atlanta
- 20e cérémonie des Teen Choice Awards 2018 : meilleure actrice de cinéma de l’été pour Deadpool 2

## Voix francophones
En version française, Fily Keita est la voix française régulière de Zazie Beetz, l'ayant doublée notamment dans Atlanta, Geostorm, Deadpool 2, Joker ou encore Bullet Train. À titre exceptionnel, elle a été doublée par Laëtitia Godès dans Easy, Annie Milon dans Seberg et Corinne Wellong dans High Flying Bird.
En version québécoise, Catherine Brunet  est la voix régulière de l'actrice.
En version française
- Fily Keita dans Geostorm[34], Deadpool 2[34], Joker[34], etc.

En version québécoise
- Catherine Brunet dans Géotempête, Deadpool 2, Joker, Invincible, Les Méchants